# Prowincja Niepokalanego Poczęcia Najświętszej Maryi Panny Zakonu Braci Mniejszych we Włoszech

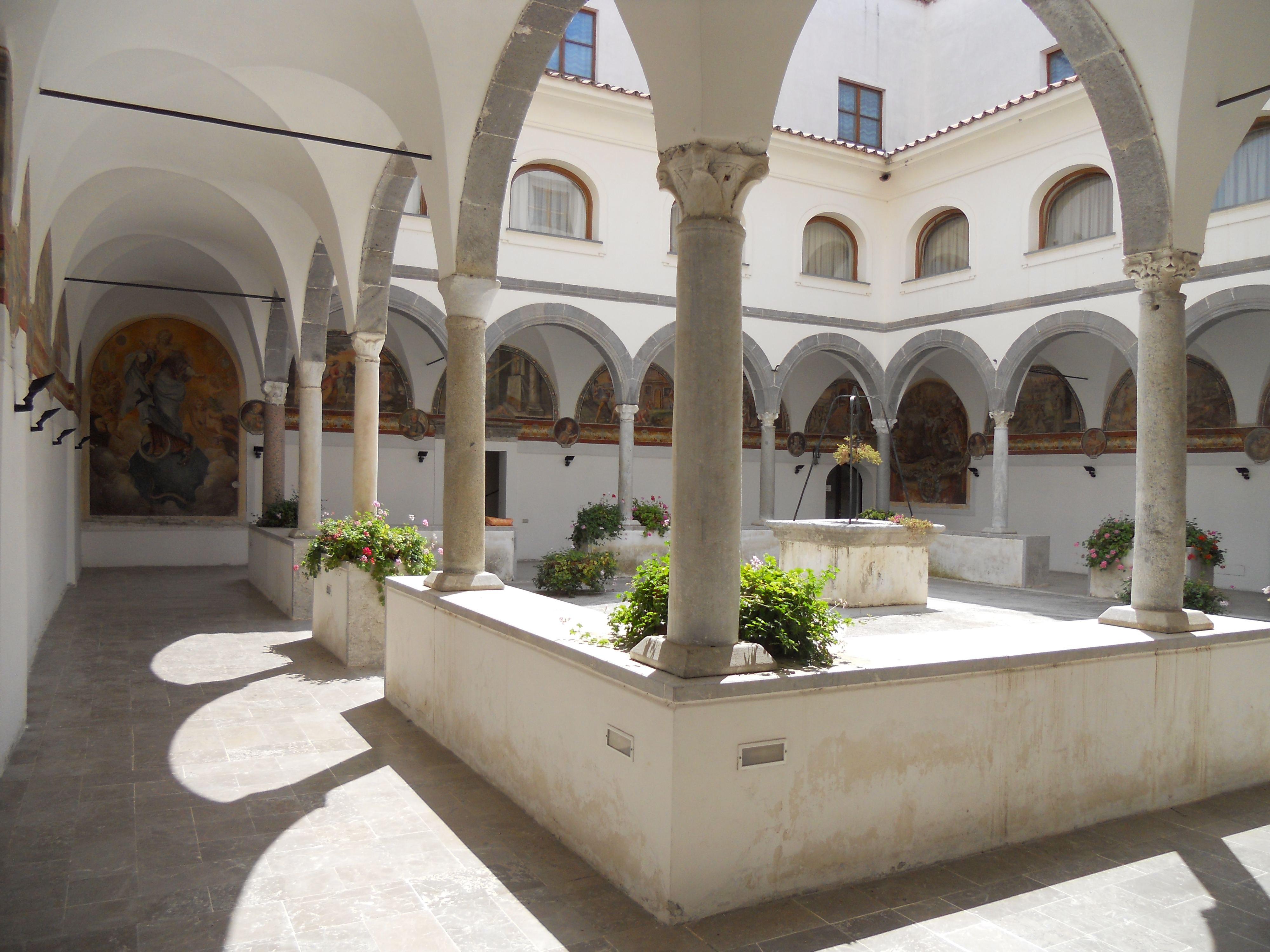
Wirydarz konwentu SS. Trinità in Baronissi

Prowincja Niepokalanego Poczęcia Najświętszej Maryi Panny Zakonu Braci Mniejszych we Włoszech (wł. Provincia  Dell’Immacolata Concezione Dei Frati Minori in Italia «Salernitano-Lucana») − jedna z prowincji franciszkańskich z siedzibą prowincjała w Baronissi we Włoszech.

## Historia
Po kapitule generalnej franciszkanów w 1239 roku południowa Italia podzielona była na pięć okręgów administracyjnych, wśród których znalazła się kustodia z siedzibą w Salerno. Kustodia obejmowała obszar pomiędzy Salerno i rzeką Sarno oraz tereny zachodniej Basilicaty (Prowincja Potenza, Lukania). Pierwszymi konwentami minorytów odnotowanymi w źródłach były klasztory w Salerno (San Francesco, 1238) i Eboli (San Lorenzo, 1288). Kolejne powstały w Agropoli, w Amalfi oraz w Ravello. W 1330 roku na tych terenach istniało razem dziewiętnaście wspólnot franciszkańskich: Salerno, Sorrento, Castellammare, Amalfi, Ravello, Giffoni, Sarno, Nocera, Eboli, Auletta, Muro, Diano di Lucania, Saponara (obecnie Grumento Nova), Marsico, Cuccaro, Montella, Agropoli, Santa Maria d’Aspro (Marsico Vetere) oraz Potenza.
Po wielowiekowej historii, w której znoszono i ustanawiano na południu Włoch nowe prowincje, tworzono nowe odłamy w łonie zakonu franciszkańskiego i unifikowano istniejące (Unia Leoniańska), Pius XII motu proprio Pro peculiari studio z 14 lipca 1942 roku utworzył m.in. obecną Prowincję Niepokalanego Poczęcia Najświętszej Maryi Panny Zakonu Braci Mniejszych we Włoszech, zwaną salernitańsko-lukańską. Po II wojnie światowej prowincja liczyła 343 zakonników, mieszkających w 31 konwentach:
- S. Maria degli Angeli in Nocera Superiore,
- S. Maria di Materdomini in Nocera Superiore,
- S. Francesco in Vico Equense,
- S. Francesco in Cava dei Tirreni,
- S. Antonio in Sanseverino Rota,
- S. Francesco in Bracigliano,
- SS. Trinità in Baronissi (Salerno),
- S. Francesco in Sarno,
- S. Francesco in Tramonti,
- S. Francesco in Padula,
- S. Francesco in Serino,
- S. Francesco in Maiori,
- S. Michele Arcangelo (Potenza)
- S. Antonio in Capaccio,
- S. Francesco in Laureana Cilento,
- S. Maria in Banzi,
- S. Maria della Pace in Montecorvino Rovella,
- S. Maria della Lobra in Massalubrense,
- S. Maria dei Bagni in Scafati,
- S. Maria Incoronata in Montoro Superiore,
- S. Maria degli Angeli in Montoro Superiore,
- S. Maria in Sepolcro a Potenza,
- S. Maria della Pietà in Vatolla,
- S. Maria delle Grazie in Pollica,
- S. Antonio in Polla,
- S. Francesco in Sorrento,
- S. Maria della Foce in Sarno,
- S. Antonio in Oppido Lucano,
- SS. Crocifisso in Forenza,
- S. Croce in Moliterno,
- S. Francesco in Angri.

Obecnie kuria prowincjalna ma swoją siedzibę w klasztorze SS. Trinità w Baronissi, w prowincji Salerno. Podczas kapituły prowincjalnej w 2022 roku wybrano ministrem prowincjalnym o. Antonio Ridolfiego OFM, zaś wikariuszem prowincjalnym o. Lucio Calabrese OFM. Poprzednim prowincjałem był o. Giuseppe Iandiorio OFM, zaś wikariuszem o. Domenico Marcigliano OFM.